# جوردن وايت
جوردن وايت (بالإنجليزية: Jordan White)‏ (4 فبراير 1992 في المملكة المتحدة - ) هو لاعب كرة قدم بريطاني في مركز الهجوم. لعب مع درودا يونايتد ودونفرملين أثلتيك ونادي فالكيرك ونادي هيبرنيان وهاميلتون أكاديميكال ونادي دمبرتون ونادي كلايد ونادي ستيرلينغ ألبيون ونادي ليفينغستون لكرة القدم.

## وصلات خارجية
- جوردن وايت على موقع قاعدة بيانات كرة القدم.إي يو (الإنجليزية)
- جوردن وايت على موقع Soccerbase.com (لاعب) (الإنجليزية)
- جوردن وايت على موقع Soccerway.com (الإنجليزية)